# Joan Cayrol i Obiols
Joan Cayrol i Obiols (Espirà de l'Aglí, 15 de maig del 1921 - Montpeller, 12 d'agost del 1981) va ser un poeta i lletrista de cantants com Jordi Barre, que participà en el moviment catalanista nord-català. Tenia l'àlies de "l'amic Vicenç"

## Biografia
Durant diversos anys formà part dels Gais Trobadors catalans amb el nom de Vicenç, apel·lació d'on en sorgí l'Amic Vicenç, l'artista àlter ego del poeta. Posteriorment s'integrà al Fanal de Sant Vicenç, on conegué el que seria gran amic seu, Jordi Barre; Cayrol escrigué lletres de cançons per l'un i l'altre. Més de 25 cançons d'en Barre tingueren lletra d'en Cayrol, com Toquen les hores, Tant que me quedarà, El xiprer verd, Jo sóc de Perpinyà, Torna a venir Vicenç, Parlem català; també fou lletrista d'altres cantants, com la Gisela Bellsolà. Escrigué en una llengua viva, traient la inspiració de costums i tradicions populars, subjectes que dominava amplament. Com a membre de grups o orfeons de cantaires -com l'esmentat del Fanal de Sant Vicenç- recità o declamà poemes i monòlegs seus en català, seguint la tradició dels contaires populars. Va ser un gran narrador, sovint amb voluntat humorística, i hom l'ha qualificat del Joan Capri nord-català. Enregistrà discos de textos seus i, amb Jacques Grenot, muntà els textos il·lustrats en diaporames.
Publicà a revistes i periòdics, i participà en els Jocs Florals de la Ginesta d'Or, on diverses obres seves foren premiades: Oda a la Cerdanya (1968), Foc de Sant Joan (1972), Si jo fos pintor (1976), Jo sé i Ara (1978, any en el qual va ser proclamat Mestre en Gai Saber). Fou distingit novament el 1979 amb Demà, que presentà fora de concurs. Els darrers cinc anys de la seva vida els compartí amb l'afecció cardíaca que se l'acabaria emportant.
Nascut al Rosselló, ja de petit estigué molt vinculat a la Cerdanya, on passava les vacances (la seva mare era de Palau de Cerdanya). En l'actualitat, l'escola i la biblioteca municipal de Palau s'anomenen Joan Cayrol en homenatge al rapsode. L'ajuntament de Perpinyà li dedicà un carrer.

## Joan Cayrol a la Catalunya del Nord
Joan Cayrol ha deixat una empremta profunda en la memòria col·lectiva de la Catalunya del Nord. El seu llegat són moltíssims poemes i monòlegs de què gaudia i feia gaudir, declamant-los al públic al curs de vetllades. N'enregistrà tres àlbums i en posà en imatges (en forma de diaporames) amb Jacques Grenot. També participà amb reeixida als Jocs Florals de la Ginesta d'Or, tant i tan bé que se l'elegí Mestre en Gai Saber. Després d'haver fet partida dels Gais Trobadors Catalans, s'incorporà al Fanal Sant Vicenç en què esdevingué el lletrista i gran amic de Jordi Barre.
Escrivia en la llengua del país, dialectal, però mai sense ambicionar d'enaltir-la i de fer entrar l'especificitat septentrional en la gran llengua literària catalana. Al gust per la poesia s'hi afegia el gust de fer riure, cosa per la qual hom el podria qualificar de Joan Capri rossellonès.
Joan Cayrol poava la inspiració en el país, els usos, costums, tradicions i històries del qual coneixia perfectament. Això fa que és un dels qui més bé ha descrit i vantat el mèrit del país. Era un narrador inigualable, que amb facilitat i sense afectació sabia commoure un públic feliç d'oir un missatger que li feia retrobar les arrels d'un poble, d'una terra. Passava tan còmodament dels plors a les rialles, o, com intitulà un disc, de les flors a les espines. Els seus textos tracten del passat, ben o mal conegut, així com de l'avenir inconegut i sovint amenaçador, sense oblidar l'amor en totes les declinacions. Fins malalt i sabent-se condemnat, no cessà d'escriure per a emplenar paperots i quaderns amb molta cura, a fi de deixar brollar la sensibilitat que portava.

## Discos
- Flors i espines. Amb un llaç de vellut (disc i casset publicats per André de Vera, ref. ADV 7916)
- Com a veremes: poemes i monòlegs de Joan Cayrol dits per l'autor (disc i casset publicats per André de Vera, ref. ADV 8020)
- Poemes i monòlegs dits per l'autor (disc i casset publicats per André de Vera, ref. ADV 8352)
- Encara i sempre Barcelona: Enderrock EAN 3660202100457 (CD)
- Joan Cayrol: la integral (doble CD, ref AID3121, compila Flors i espines i Com a veremes)
- Poemes i monòlegs de Joan Cayrol dits per l'autor Barcelona : Mediterraneo Music Latino, 2005 (ref. B-0212-D i B-0213-D, compila Flors i espines i Com a veremes)
- Poemes i monòlegs de Joan Cayrol dits per l'autor: les inédits Barcelona : Mediterraneo Music Latino, 2008 (ref. B-0365-D)
- Germinal Monge canta, homenatge a Joan Cayrol Sabadell: Picap, 1995 (casset i CD ref. 30200502)